# Wilhelm Anz
Wilhelm Anz (* 23. Dezember 1904 in Pansfelde; † 23. Mai 1994 in Bielefeld) war ein deutscher Lehrer und Philosoph.

## Leben
Anz wuchs in Möckern und Magdeburg auf, besuchte in Berlin und Magdeburg das Gymnasium und studierte ab 1923 Germanistik, Philosophie und evangelische Theologie in Marburg (1929 wissenschaftliche Staatsprüfung für das höhere Lehramt), wo Martin Heidegger, Rudolf Bultmann und Erich Frank zu seinen Lehrern zählten, Halle (Saale), Berlin und Göttingen. Nach dem Referendariat und Abschluss seiner pädagogischen Schlussprüfung 1932 war er in Magdeburg, Naumburg (Saale) und von 1934 bis zu seiner Entlassung durch die Nationalsozialisten im Frühjahr 1937 in Ilfeld als Lehrer tätig. Kurt Steinmeyer, Direktor des Marburger Gymnasiums Philippinum, verschaffte Anz daraufhin eine Anstellung an seiner Schule, die dieser am 1. Dezember 1937 antrat.
1940 wurde er bei Gerhard Krüger in Marburg mit der Dissertation Die Wiederholung der socratischen Methode durch Soeren Kierkegaard promoviert.
Im Juli 1940 wurde Anz zur Wehrmacht eingezogen; erst 1949 kehrte er aus der sowjetischen Kriegsgefangenschaft zurück und lehrte bis 1953 wieder am Philippinum.
Anfang der 50er-Jahre nahm Anz mehrere Lehraufträge an der Universität Frankfurt wahr. Er folgte 1955 dem Ruf auf den neu eingerichteten Lehrstuhl für Philosophie an der Kirchlichen Hochschule Bethel, den er bis zu seiner Emeritierung 1973 innehatte. Seit 1963 war er auch Honorarprofessor für  Religionsphilosophie der Evang.-theol. Fakultät der Universität Münster.
1989 kehrte Anz nach Russland zurück, wo er in Kriegsgefangenschaft gewesen war, und hielt an der Moskauer Akademie der Wissenschaften einen Vortrag über Heidegger. Dies war die Veranlassung für seine Schrift Begegnungen mit russischer Dichtung.
Wilhelm Anz starb 1994 nach langer Krankheit in Bielefeld. Er wurde auf dem Neuen Friedhof in Bethel begraben.
Er war mit Margarete Anz verheiratet.
Sein Nachlass befindet sich in der Universitätsbibliothek Tübingen.

## Schriften (Auswahl)
- Die Wiederholung der socratischen Methode durch Soeren Kierkegaard. Marburg 1940, DNB 571764177 (Zugleich: Phil. Dissertation, Marburg 1952).
- Fragen der Kierkegaardinterpretation I. 1952, OCLC 956184727 (Sonderdruck aus: Theologische Rundschau, N.F.; 20).
- Symposium Kierkegaardianum (= Orbis litterarum. Band 10, Nr. 1/2). Munksgaard, Kopenhagen 1955, OCLC 247553218 (Latein).
- Kierkegaard und der deutsche Idealismus (= Sammlung gemeinverständlicher Vorträge und Schriften aus dem Gebiet der Theologie und Religionsgeschichte, Band 210/211). Mohr Siebeck, Tübingen 1956, OCLC 2685340 (archive.org).
- Fragen der Kierkegaardinterpretation II. Mohr Siebeck, Tübingen 1960, OCLC 488884409 (Sonderdruck aus: Theologische Rundschau. Neue Folge, Band 26, Nr. 2).
- Entmythologisierung und existentiale Interpretation (= Kerygma und Mythos). Reich, Hamburg 1963, OCLC 887670703.
- mit Gerhard Krems: Ökumenischer Arbeitskreis evangelischer und katholischer Theologen (Hrsg.): Autorität in der Krise. Pustet, Vandenhoeck u. Ruprecht, Regensburg/Göttingen 1970, OCLC 720196172.
- Idealismus und Nachidealismus (= Die Kirche in ihrer Geschichte. Band 4). Göttingen 1975, OCLC 610722310.
- Jeanne Hersch (Hrsg.): Karl Jaspers: Philosoph, Arzt, polit. Denker; Symposium zum 100. Geburtstag in Basel u. Heidelberg. Piper, München/Zürich 1986, ISBN 978-3-492-10679-5 (Konferenzschrift, Basel/Heidelberg 1983).
- mit Michael Wolter, Bernd Wildemann und Walter Schmithals: Existenz und Sein: Karl Barth und die Marburger Theologie. Mohr Siebeck, Tübingen 1988, ISBN 978-3-16-145479-0 (Konferenzschrift, Marburg 1988).
- Begegnungen mit russischer Dichtung. In: Wort und Dienst. Band 21. Kirchl. Hochschule Bethel, 1991, S. 171–176.